# Eman Ghalebová
Eman Ghalebová (nepřechýleně Ghaleb; * 1998, Jemen) je česká studentka, teplická Arabka a muslimka známá pro svou společenskou angažovanost ve městě, dialog mezi tamní muslimskou a většinovou komunitou a otevřenost vůči české společnosti.

## Život
Eman Ghalebová pochází z Jemenu a do České republiky se přestěhovala v pěti letech v roce 2003. Žije v Teplicích s rodiči a sourozenci, její otec je uznávaný lékař. Během studií na teplickém gymnáziu, kde měla skvělé studijní výsledky, se začala společensky angažovat. Vyznává islám a veřejně nosí šátek, Českou republiku považuje za svůj domov.

## Společenská angažovanost
Ghalebová je celkem aktivní na sociálních sítích, kde komentuje dění ve světě nebo muslimskou situaci v Teplicích. Angažuje se ale také mimo internet.

### Uklidnění protiarabských vášní v Teplicích
V létě 2015 panovala v Teplicích velmi napjatá atmosféra. Obyvatelům města vadil nepořádek, který v Teplicích zůstával po arabských návštěvnících tamních lázní. Vadila jim také pyrotechnika, s kterou si hrály jejich děti. Navíc si situaci podle Ghalebové lidé spojovali s napjatou situací ve světě a vznikal tak strach. Ghalebová tak chtěla městu pomoct a začala v čele skupiny arabských dobrovolníků informovat lázeňské hosty o místní situaci, pravidlech, zvycích a tradicích. Rozvěšovali pro ně informační letáky a začali také po hostech uklízet nepořádek. Nakonec docílili toho, že park byl bez nepořádku a ustaly i problémy s pyrotechnikou.
Na základě této zkušenosti se Ghalebová stala v okolí populární a mediálně známou a s tím přišla i gesta podpory a obdivu od přátel i neznámých lidí. Přišla ale také gesta nenávisti a Eman dostávala nenávistné vzkazy. V prosinci 2015 se jí někdo naboural do Facebooku a začal jejím jménem rozesílat zprávu „ať chcípnou všichni nemuslimové.“ Na útoky se snaží reagovat klidně nebo s humorem, s jejich existencí se smířila a některým se prý ani nediví, protože se podle ní lidé bojí kvůli nepravdivým informacím z nevěrohodných zdrojů. Jako obranu pak volí nenávist.

### Výzva k vyloučení ze školy
V dubnu 2016 obdržel ředitel teplického gymnázia Zdeněk Bergman asi 30 mailů s výzvou, aby vyloučil Eman Ghalebovou ze školy. Kampaň vznikla na Facebooku, kde byl ředitel požádán o ochranu českých dětí před muslimskou propagandou v souvislosti s Ghalebovou. V odpovědi na Facebooku se jí zastal a zmínil, že je to slušné a bystré děvče, kterému v roce 2015 udělil ředitelskou pochvalu za dobrovolnickou práci, jež přispěla ke klidnému soužití teplických obyvatel s arabskými návštěvníky místních lázní. Se spolužáky dívka podle něj vychází bez problémů. Podle ředitele nejvíce vadilo, že nosí šátek a společensky se angažuje.
Eman k tomu uvedla, že Česká republika je její domov, který ji hodně dal a je za to vděčná. Je vděčná i za to, že může studovat na gymnáziu v Teplicích a za to, že s ní všichni zacházejí zcela stejným způsobem, jako s ostatními studenty. Šátek pro ní není náboženským symbolem, ale její součást a kus její identity. Případný úřední zákaz jeho nošení by ale respektovala, nicméně pokud takový není, tak půjde cestou svobody, která je pro člověka tím nejdůležitějším. V Češích vidí dobro a jen menšina podle ní v sobě nosí nenávist, a to především ze strachu, který získala z médií.
Spolužáci Ghalebové pár dní nato zveřejnili na Youtube cca dvouminutové video, kde jí vyjadřují podporu a vybízejí veřejnost, aby se nebála vymezit proti xenofobii a iracionálnímu strachu. Eman jako podporu také dostávala fotografie lidí s šátky.

### Otevřený dopis Islámskému státu
21. prosince 2016 zveřejnila Ghalebová na Facebooku svůj otevřený dopis Islámskému státu, jehož členy a sympatizanty označila za nositele zla a nenávisti a v reakci na dva dny starý útok v Berlíně napsala, že nejsou hrdinové a že je proklíná. Napsala, že ačkoliv se činem Islámský stát snažil vzít radost jejím křesťanským přátelům z Vánoc, ona jim popřeje veselé Vánoce, dá jim dárek a zazpívá si s nimi koledy. Napsala, že nikdy nepřestane mít ráda svoji křesťanskou kamarádku a že nezapomene na Žida, který ji s mírem a úsměvem podal ruku. Věří, že nad tímto zlem zvítězí dobro a bude mezi prvními muslimy, kdo se proti Islámskému státu spojí. Vyzvala tyto lidi, aby s útoky přestali.
Na sociálních sítích k tomu vznikla široká diskuse se stovkami diskutujících. Některým přišlo gesto dojemné a chválili ho, našli se ale i takoví, kteří ho neuvítali.